# カンピオナート・セルジパーノ
カンピオナート・セルジパーノ (Campeonato Sergipano) は、ブラジル・セルジッペ州のサッカーリーグである。セルジッペ州サッカー連盟 (Federação Sergipana de Futebol, FSF) が主催する。日本ではセルジッペ州選手権の名称で紹介されることが多い。

## 大会方式
2016年シーズン
- ファーストステージ - 10チームによる1回総当たりのリーグ戦を行う。上位6チームがセカンドステージへ進む。
- セカンドステージ - ファーストステージを勝ち上がった6チームによる2回総当りのリーグ戦をホーム・アンド・アウェーで行う。上位2チームがファイナルステージに進む。尚、ファーストステージの下位4チームも同様の方式を行い、下位2チームがセリエA2に降格する。
- ファイナルステージ - セカンドステージを勝ち上がった2チームがホーム・アンド・アウェー2試合で勝敗を決する。

※ブラジルのほかの州選手権と同様に、大会方式は毎年変わり得る。

## 参加クラブ
2017年シーズン セリエA1
- アマデンセ（ポルトガル語版）
- ボカ・ジュニオール（ポルトガル語版）
- ボタフォゴ（ポルトガル語版）
- コンフィアンサ
- ドレンセ（ポルトガル語版）
- エスタンシアーノ（ポルトガル語版）
- フレイ・パウリスターノ（ポルトガル語版）
- イタバイアーナ（ポルトガル語版）
- ラガルト
- セルジッペ

## 歴代優勝クラブ
- 1918 コチンギーバ
- 1919 不開催
- 1920 コチンギーバ
- 1921 インドゥストリアル
- 1922 セルジッペ
- 1923 コチンギーバ
- 1924 セルジッペ
- 1925 不開催
- 1926 不開催
- 1927 セルジッペ
- 1928 セルジッペ
- 1929 セルジッペ
- 1930 不開催
- 1931 不開催
- 1932 セルジッペ
- 1933 セルジッペ
- 1934 パレストラ
- 1935 パレストラ
- 1936 コチンギーバ
- 1937 セルジッペ

- 1938 不開催
- 1939 イピランガ
- 1940 セルジッペ
- 1941 リアシュエロ
- 1942 コチンギーバ
- 1943 セルジッペ
- 1944 ヴァスコ
- 1945 イピランガ
- 1946 ピランブー
- 1947 ピランブー
- 1948 ヴァスコ
- 1949 パレストラ
- 1950 パサージェン
- 1951 コンフィアンサ
- 1952 コチンギーバ
- 1953 ヴァスコ
- 1954 コンフィアンサ
- 1955 セルジッペ
- 1956 サンタクルス
- 1957 サンタクルス

- 1958 サンタクルス
- 1959 サンタクルス
- 1960 サンタクルス
- 1961 セルジッペ
- 1962 コンフィアンサ
- 1963 コンフィアンサ
- 1964 セルジッペ
- 1965 コンフィアンサ
- 1966 アメリカ
- 1967 セルジッペ
- 1968 コンフィアンサ
- 1969 イタバイアーナ
- 1970 セルジッペ
- 1971 セルジッペ
- 1972 セルジッペ
- 1973 イタバイアーナ
- 1974 セルジッペ
- 1975 セルジッペ
- 1976 コンフィアンサ
- 1977 コンフィアンサ

- 1978 イタバイアーナ
- 1979 イタバイアーナ
- 1980 イタバイアーナ
- 1981 イタバイアーナ
- 1982 セルジッペ / イタバイアーナ
- 1983 コンフィアンサ
- 1984 セルジッペ
- 1985 セルジッペ
- 1986 コンフィアンサ
- 1987 ヴァスコ
- 1988 コンフィアンサ
- 1989 セルジッペ
- 1990 コンフィアンサ
- 1991 セルジッペ
- 1992 セルジッペ
- 1993 セルジッペ
- 1994 セルジッペ
- 1995 セルジッペ
- 1996 セルジッペ
- 1997 イタバイアーナ

- 1998 ラガルテンセ
- 1999 セルジッペ
- 2000 セルジッペ
- 2001 コンフィアンサ
- 2002 コンフィアンサ
- 2003 セルジッペ
- 2004 コンフィアンサ
- 2005 イタバイアーナ
- 2006 ピランブー
- 2007 アメリカ
- 2008 コンフィアンサ
- 2009 コンフィアンサ
- 2010 リヴェル・プラテ
- 2011 リヴェル・プラテ
- 2012 イタバイアーナ
- 2013 セルジッペ
- 2014 コンフィアンサ
- 2015 コンフィアンサ
- 2016 セルジッペ

## クラブ別優勝回数
| クラブ             | 優勝 | 優勝年 |
| ------------------ | ---- | --- |
| セルジッペ         | 34   | 1922, 1924, 1927, 1928, 1929, 1932, 1933, 1937, 1940, 1943, 1955, 1961, 1964, 1967, 1970, 1971, 1972, 1974, 1975, 1982, 1984, 1985, 1989, 1991, 1992, 1993, 1994, 1995, 1996, 1999, 2000, 2003, 2013, 2016 |
| コンフィアンサ     | 20   | 1951, 1954, 1962, 1963, 1965, 1968, 1976, 1977, 1983, 1986, 1988, 1990, 2000, 2001, 2002, 2004, 2008, 2009, 2014, 2015                                                                                     |
| イタバイアーナ     | 10   | 1969, 1973, 1978, 1979, 1980, 1981, 1982, 1997, 2005, 2012 |
| コチンギーバ       | 6    | 1918, 1920, 1923, 1936, 1942, 1952 |
| サンタクルス       | 5    | 1956, 1957, 1958, 1959, 1960 |
| ヴァスコ           | 4    | 1944, 1948, 1953, 1987 |
| パレストラ         | 3    | 1934, 1935, 1949 |
| ピランブー         | 3    | 1946, 1947, 2006 |
| イピランガ         | 2    | 1939, 1945 |
| アメリカ           | 2    | 1966, 2007 |
| リヴェル・プラテ   | 2    | 2010, 2011 |
| インドゥストリアル | 1    | 1921 |
| リアシュエロ       | 1    | 1941 |
| パサージェン       | 1    | 1950 |
| ラガルテンセ       | 1    | 1998 |